# Растягивающие асаны
Растягивающие асаны — оказывают воздействие на группы мышц и энергетические каналы расположенные на передней и задней поверхности тела.

## Бхуджангасана

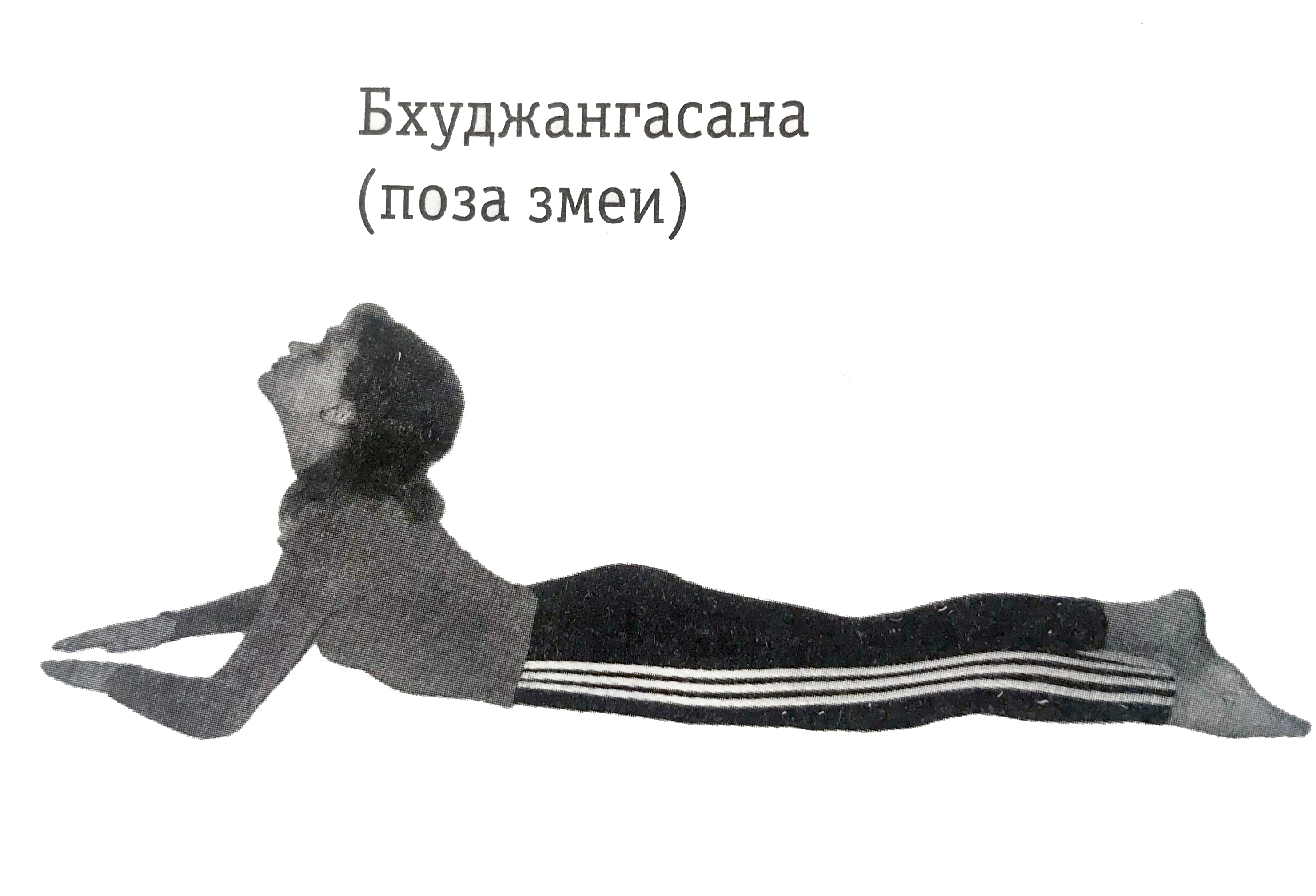
Бхуджангасана (без усилителей)

Бхуджангасана (поза кобры, поза змеи; англ. bhujangasana, деванагари भुजङ्गासन IAST bhujangāsana) — асана хатха-йоги.
Этой асаной восхищался Махатма Ганди и её считают четвёртой по важности.

### Техника исполнения
Исходное положение лицом вниз. Лоб и плечи находятся на полу. Вытяните ноги и соедините их вместе. Носки оттяните назад. Кисти рук и локтевой сустав лежат на полу параллельно полу, руки согнуты в локтях. С медленным вдохом поднимайте голову, вытягивайте подбородок вперед и запрокидывайте голову. Постепенно поднимайте плечи и грудной отдел, в основном за счет напряжения мышц спины. В крайнем положении прогиба лобковая кость и ноги не должны отрываться от пола. Задержите дыхание на вдохе от пяти до десяти секунд и с выдохом очень спокойно опуститесь в исходное положение, сделайте один-два вдоха. Вдох и выдох должны быть синхронны с движением тела. Движение тела должно быть спокойным и равномерным, без ускорений и замедлений. Вход в бхуджангасану совершается от шейных позвонков до поясницы, с постепенным разгибанием корпуса.

### Медицинский аспект асаны
- Укрепление глубоких мышц спины. Тонизирует мышцы грудной клетки. Регулирует тепловой обмен в организме, тонизирует симпатические нервы. Укрепляет щитовидную железу, предупреждает образование камней в почках, нормализует функцию поджелудочной железы. Растягивает позвоночник, укрепляет диафрагму, спину, улучшает осанку.[источник не указан 2073 дня]
- Противопоказания: при беременности, гиперфункции щитовидки, грыжи и проблемы с позвоночником (ущемление дисков, их грыжи, смещение позвонков, патологические лордозы, острые стадии радикулитов)[4], в период обострений, а также в период обострения гинекологических, желудочно-кишечных и почечных заболеваний.
- Также к противопоказаниям относится некорректное выполнение асаны. Ошибки в выполнении асаны приводят к:  залому в шейном отделе позвоночника, переразгибанию в поясничном отделе, гипертонусу мышц поясницы.[5]
- При наличии мышц с очагом миофасциального гипертонуса рекомендуется предварительная балансная разминка перед выполнением асаны.

### Ардха Бхуджангасана

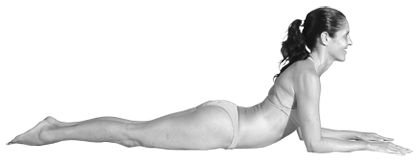
Ardha Bhujangasana

Ардха Бхуджангасана (половинная, упрощенная поза кобры).
Исходное положение лежа на животе, ладони на полу на уровне лба, предплечья параллельны, лоб лежит на полу. Со вдохом поднимите от полу голову, затем прогнитесь в груди, оторвав от пола плечи. Помогайте себе руками, упираясь ладонями в пол. Зафиксируйте асану когда верхняя часть туловища поднята так, что вы опираетесь на локти. Лицо смотрит вперед, немного вверх так, что передняя часть шеи натянута, а задняя не заломлена..

### Раджа Бхуджангасана

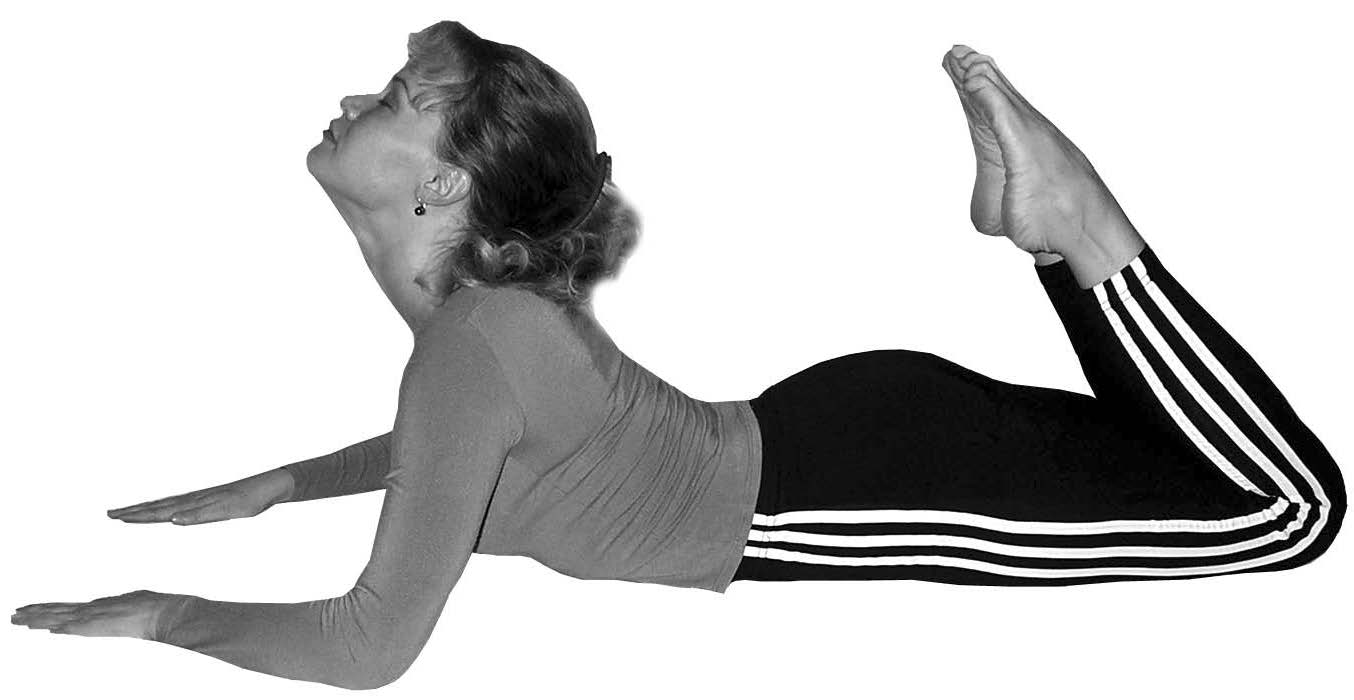
Бхуджангасана с поднятыми ногами

Бхуджангасана с поднятыми ногами. Для ещё большего усложнения асаны можно выпрямить руки, не меняя положения ладоней.
Сложные модификации асаны созданы для практиков, освоивших базовые модификации асан.

## Уштрасана
Уштрасана (деванагари उष्ट्रासन IAST ushtrāsana; [ustra] m. — верблюд) — поза верблюда. При правильном выполнении асаны позвоночник вытягивается.

### Техника исполнения
Сесть в ваджрасану (сесть на колени, ступни поставить на носки), ладони поставить на ступни, со вдохом прогнуться назад. Начало прогиба — верхние позвонки. В максимальном разогнутом положении — потянуться тазом вперед. Выход — в обратном порядке.

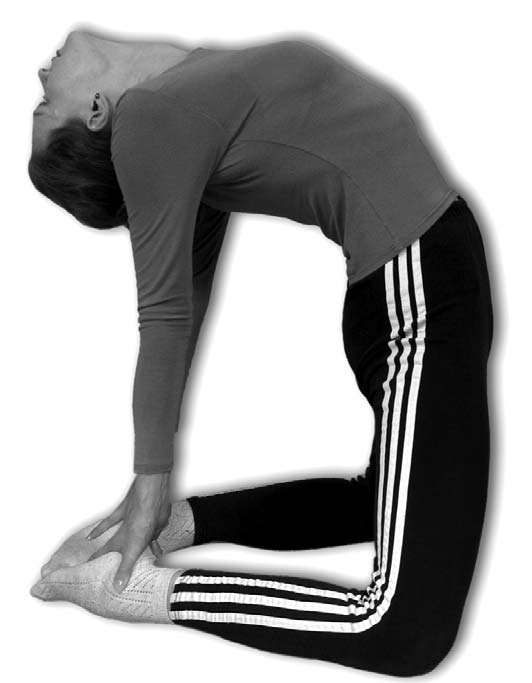
Уштрасана

### Медицинский аспект асаны
Физиологический эффект:
- Даёт хороший прогиб позвоночника, особенно его шейного отдела.
- Укрепляет мышцы плеч, спины, рук, груди, поясницы, брюшного пресса, бёдер.
- Очищает кровь и улучшает кровообращение.
- Развивает чувство равновесия.
- Придаёт гибкость позвоночнику и всему телу, улучшает осанку.
- Хорошо тонизирует нервную систему.
- Повышает давление.[источник не указан 2073 дня]

Противопоказания: нарушение мозгового кровообращения, гиперфункция щитовидной железы, гипертония.

### Ардха Уштрасана
Ардха Уштрасана — неполная поза верблюда (перевернутая поза верблюда). Асана улучшает работу эндокринной системы, сохраняет гибкость и молодость тела, способствует усилению кровоснабжения организма. Техника исполнения: встаньте на колени, ноги вместе. На вдохе отклонитесь медленно назад так, чтобы ладони легли на пятки. Возьмитесь за пятки обеими руками и выгнитесь, прогните позвоночник.

## Чакрасана

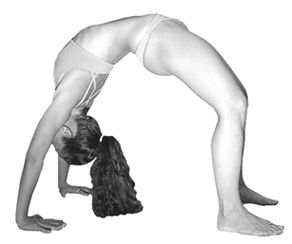
Raja chakrasana

Чакрасана (санскр. चक्रासन IAST: Chakrāsana) — поза колеса. В гимнастике похожая стойка называется мостик.

### Медицинский аспект асаны
- Укрепляет мышц рук, ног и туловища. Повышает давление.
- Противопоказания: гипертония, гиперфункция щитовидной железы, спазмы коронарных сосудов, язва желудка, расширение капилляров глаз, а также тем, у кого недавно был перелом костей или хирургические операции в области живота.

Эффекты и преимущества:
Считается, что практикой этой асаны можно отсрочить старость. Она непосредственно воздействует на позвоночник, благодаря чему тело становится гибким и эластичным, талия тонкой, а грудь широкой. Преждевременная утрата подвижности позвоночника вызывает начало старения человека. Чакрасана противодействует этому процессу, становясь очень важной практикой.
Асана воздействует также на колени, руки и плечи. Она особенно полезна для устранения плохой подвижности суставов и сочленений грудной клетки. Состояние грудной клетки сильно отражается на дыхательных движениях.
Важно отметить, что асана не должна выполняться, превышая физические возможности. Если во время первой попытки, возникают небольшие трудности, она должна выполняться медленно и мягко, предпочтительно с помощью другого человека, который, на начальных стадиях, поможет приподняться для выполнения прогиба. Однажды освоенное движение в подъёме корпуса и выгибании спины в дальнейшем становится легким и доступным для всех. Чакрасана — благоприятна для балерин. В ней на область пупка производится правильно направленное воздействие. Тонизируется Нади, стабилизируется и улучшается кровообращение.

### Модификации асаны

#### Ардха Чакрасана
Ардха чакрасана — полуколесо, или верхняя поза лука. Техника выполнения: лечь на пол на спину, ноги держать вместе, затем согнуть их в коленях, поставив ступни на пол возле ягодиц. Согнуть руки, подняв локти и положив ладони на пол возле головы пальцами к плечам. Терапевтический эффект: стимулирует работу надпочечников. Омолаживаются мышцы живота и таза. Позвоночник становится более гибким и жизнедеятельным. Асана благотворна при менструальных затруднениях.

#### Маха Чакрасана

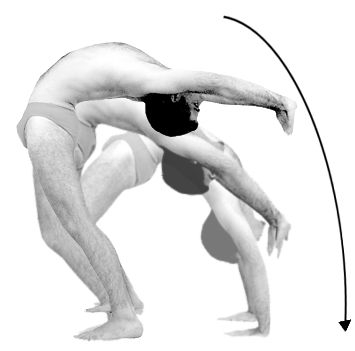
Supta chakrasana
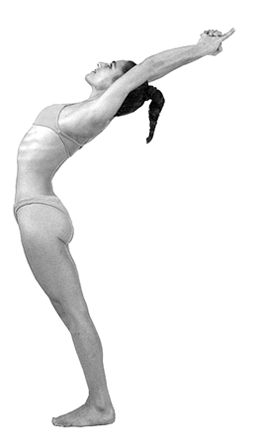
Ardha chakrasana
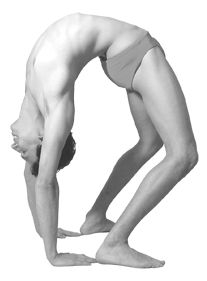
Maha chakrasana

## Пашчимоттанасана
Пашчимоттанасана (деванагари पश्चिमोत्तानासन, англ. paschimottanasana) — асана в Хатха-йоге. «Пашчимоттанасану» можно перевести как «растягивание спины (задней части тела)».

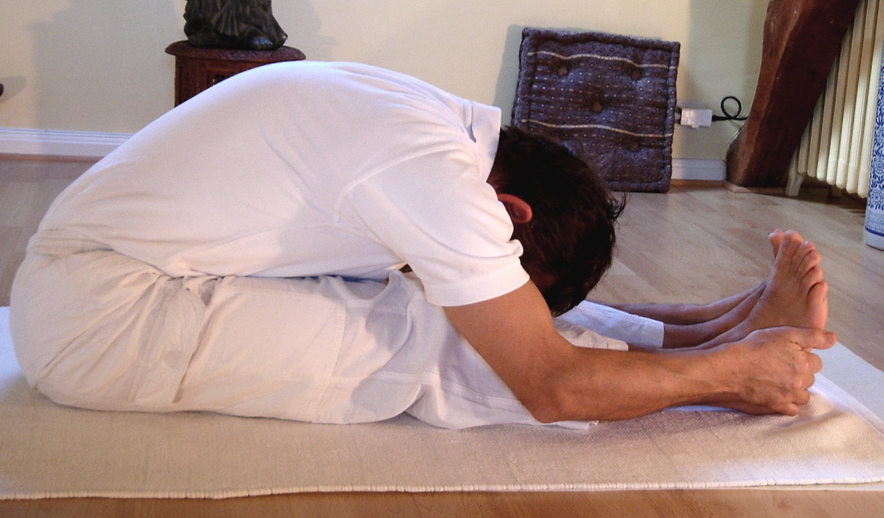
paschimottanasan

.

### Выполнение асаны
Исходное положение — Дандасана — ноги выпрямлены в коленях, носки подтянуты на себя, макушкой тянетесь вверх, грудь раскрыта, лопатки сведены сзади. Сделайте вдох, и с выдохом выполните наклон туловища к ногам с прямой спиной. Макушкой тянитесь вперёд. Руки положите ладонями на пол по бокам от стоп. Когда в процессе наклона вы коснётесь животом бедер, округлите спину, положив лоб на голени.
Обратите внимание на то, что натяжение должно быть по всей длине меридиана — от пяток до макушки, поэтому наклон спины должен последовать только после того, как поясница нагнулась на максимальный угол. Сделайте в максимальном положении несколько вдохов и выдохов. После чего вернитесь в исходное положение.

### Модификация асаны
Трианг Мукха Экапада Пашчимоттанасана. Мукха означает "лицо", Эка — "одна", Пада — "нога". Трианг означает «три части тела» — стопу, колени и ягодицы. Вариант исполнения асаны с согнутой ногой.

### Техника исполнения Трианг Мукха Экапада Пашчимоттанасана
1. Сесть, ноги прямые, прямо перед собой.
2. Согнуть левую ногу в колене так, чтобы голень этой ноги касалась внешней стороны бедра, колено согнутой ноги лежало на коврике, а стопа была продолжением голени на одной линии.
3. Расслабляя мышцы бедра, нужно выпрямить позвоночник так, чтобы вес равномерно распределился на обе ягодицы и тело не наклонялось в сторону. Внутренняя часть бедер правой и левой ноги касаются друг друга.
4. Правой рукой взяться за голеностоп согнутой ноги. Стопа левой ноги перпендикулярна полу.
5. Внимание сосредоточить на солнечном сплетении.
6. Не спеша поднимитесь, выпрямляя полностью позвоночник и лишь потом выпрямляя согнутую ногу.
7. Повторите асану, поменяв ногу: сгибая правую ногу и наклоняясь к прямой левой ноге.
8. После выполнения асаны расслабьтесь и избавьтесь от напряжения внизу живота и в пояснице.

### Медицинский аспект асаны
Пашчимоттанасана укрепляет позвоночник, дает положительные результаты при остеохондрозе, плоскостопии, растяжении связок в коленях и голени. Стимулирует работу желудка и кишечника. Лечит запоры. Укрепляет венозную систему ног. Повышает жизненный тонус всего организма.
Противопоказания: в период обострений заболеваний кишечно-желудочного тракта, почек, радикулита и остеохондроза. При обострении болей в коленях и голеностопе. Гипертония и слабые сосуды головного мозга. Беременность. Паховые грыжи, грыжи позвоночника. Хронические болезни сердца. Варикозные расширения вен на ногах и тромбофлебит.

## Баддха Конасана
Баддха Конасана (बद्धकोणासन, Baddha Koṇāsana) — поза связанного (сжатого) угла. Баддха — (санскр.) связанный, обусловленный, замок.
Исходное положение — сидя на полу, согнуть колени и приблизить пятки к промежности. Соединить ступни ног, отвести бедра в стороны и стараться коленями коснуться пола. Переплести пальцы рук и крепко держать ими ступни. Выпрямить спину, смотреть вперед. Держать от десяти секунд до одной минуты. Положить локти на бедра и давить вниз. Выдохнуть, наклониться вперед и стараться дотянуться до пола головой.

### Медицинский аспект асаны
Баддха Конасана в анатомическом плане задействует мышцы бедер. В терапевтическом аспекте помогает справиться с болями в пояснице. Поза оказывает оздоровительное воздействие на почки, предстательную железу и мочевой пузырь. Особенно благотворна эта поза для женщин.
- Противопоказания: в случае травмы коленей или паховой области следует выполнять позу с опорой под внешние поверхности бедер[14]